# Photinia kwangsiensis
Photinia kwangsiensis är en rosväxtart som beskrevs av Hui Lin Li. Photinia kwangsiensis ingår i släktet Photinia och familjen rosväxter. Inga underarter finns listade i Catalogue of Life.